# Кальцинування
Кальцинува́ння (англ. calcination, calcifying; нім. Kalzination, Kalzinierung, Kalzinieren) — дія, власне прожарювання крейди, вапна, соди, солей, руд тощо для видалення з них летких речовин, наприклад, води, вуглекислого газу. Процес обробки певної речовини вапном.